# 酷帥偷懶刑警們
《酷帥偷懶刑警們》（日语：俺たちはあぶなくない〜クールにさぼる刑事たち）是一部於2020年9月18開始至11月6日在每日放送深夜劇時間段「電視劇特區」放送的電視劇，每星期五0時59分 - 1時29分（星期四深夜）播放。由鈴木伸之（劇團EXILE）及佐野勇斗雙主演。
台灣OTT平台，由friDay影音、KKTV、MyVideo、LITV、HamiVideo等播出。

## 演員列表
- 高野心〈30〉 - 鈴木伸之（劇團EXILE)

警視廳麻布中央警察署所屬刑事。
只在乎升資考和攏絡上層，規避繁忙的搜查，重視CP值，想出人頭地的刑警。與世中渡為搭檔。
- 世中渡〈25〉 - 佐野勇斗 (M!LK)

警視廳麻布中央警察署所屬刑事。
善用自己討喜的特質，一邊暗中計畫轉職的處世圓融刑警。
- 月賀梨男 - 矢野聖人[3]

警視廳麻布中央警察署所屬刑事。
正義感很強，運氣很背的刑警。
- 伊喜利辰巳 -  豬野廣樹

警視廳麻布中央警察署所屬刑事。月賀的搭檔。
- 宇和佐好江 -  三吉彩花

情報通。喜歡甜食。
- 出久坊三 - 井上肇

警視廳麻布中央警察署所屬刑事課長。
- 江良宗一 - 近江谷太朗

警視廳麻布中央警察署所屬署長。

## 製作人員
- 導演 - 横堀光範、浅野敦也、浅利宏、島崎謙太郎
- 編劇 - ふじきみつ彦、宮本武史、石上加奈子、渡辺啓
- 片頭曲 - GOOD ON THE REEL「ノーゲーム」（lawl records)[4]
- 片尾曲 - Hilcrhyme 「グランシャリオ」（UNIVERSAL MUSIC ARTISTS）
- 總製作人 - 丸山博雄
- 製作人 - 上浦侑奈、淺野敦也
- 警察監修 - 石坂隆昌
- 武術導演 - KASHIRA
- 制作 - TBS SPARKLE
- 製作 - 『酷帥偷懶刑警們』製作委員會、毎日放送

## 播放日程
| 集數   | 播放日期 | 播放日期     | 腳本         | 導演       |
| 集數   | 每日放送 | 神奈川電視台 | 腳本         | 導演       |
| ------ | -------- | ------------ | ------------ | ---------- |
| 第1集  | 9月18日  | 9月17日      | ふじきみつ彦 | 淺野敦也   |
| 第2集  | 9月25日  | 9月24日      | 宮本武史     | 横堀光範   |
| 第3集  | 10月2日  | 10月1日      | 石上加奈子   | 横堀光範   |
| 第4集  | 10月9日  | 10月8日      | 渡邊啓       | 淺野敦也   |
| 第5集  | 10月16日 | 10月15日     | 渡邊啓       | 淺利宏     |
| 第6集  | 10月23日 | 10月22日     | 石上加奈子   | 横堀光範   |
| 第7集  | 10月30日 | 10月29日     | 宮本武史     | 島崎謙太郎 |
| 最終話 | 11月6日  | 11月5日      | ふじきみつ彦 | 横堀光範   |

## 外部連結
- 電視劇
  - 俺たちはあぶなくない〜クールにさぼる刑事たち | 毎日放送 （页面存档备份，存于）
    - 俺たちはあぶなくない（俺あぶ）【MBSドラマ特区公式】的X（前Twitter）
    - 俺たちはあぶなくない（俺あぶ）【ドラマ特区公式】的Instagram帳戶